# Academia „Ștefan Gheorghiu”
Academia „Ștefan Gheorghiu” a fost o instituție de învățământ superior afiliată P.C.R., specializată în studii social-politice în perioada guvernării comuniste din România. 

## Misiune
Sistemul totalitar administrat de partid nu admitea nici cea mai mică disesiune și avea nevoie de cadre de partid cu un limbaj și concepție comune, instruite în ideologia și filosofia marxist-leninistă.
Domeniul de activitate al academiei consta în pregătirea cadrelor de partid și a administrației de stat, implicate în conducerea activității social-politice și economice, ca și în jurnalistică sau cultură pentru manipularea opiniei publice și propagandă.
Decretul 121/17 martie 1970 preciza că instituția are scopul de a 
„ organiza, îndruma și coordona întreaga activitate de cercetare în domeniul științelor sociale.”
Leonte Răutu, rectorul Academiei „Ștefan Gheorghiu” între 1972 și 1981, declara în 1975 că un absolvent de succes trebuie să știe că:
„Fiecare cadru de conducere, indiferent de domeniul specializat în care își desfășoară activitatea, este, în primul rând, un militant revoluționar, un om politic care acționează neabătut pentru înfăptuirea politicii interne și internaționale a P.C.R., dă dovadă de devotament fără margini față de partid, față de patrie, față de națiunea noastră socialistă, aplică în viață principiile eticii și echității socialiste, ale umanismului socialist”.

## Istoric

### 1945-1966
La inițiativa Anei Pauker Partidul Comunist Român a înființat la 21 martie 1945 Universitatea Muncitorească a P.C.R.. La 10 februarie 1946, a primit numele de „Ștefan Gheorghiu”, funcționând separat de Școala Superioară de Științe Sociale „A.A. Jdanov”. Rectorul instituției în perioada 1945-1948 a fost Barbu Lăzăreanu . Între 1952 și 1966 s-a numit Școala Superioară de Partid „Ștefan Gheorghiu” și a avut o durată de studii de 3 ani. 

### 1966-1989
Instituția a fost renumită Academia de științe Social-Politice „Ștefan Gheorghiu” de pe lângă Comitetul Central al Partidului Comunist Român în 1966.
Hotărârea nr. 474/1968 a Consiliului de Miniștri decidea că absolvenții Academiei care îndeplineau condițiile de studii cerute pentru admiterea în învățământul superior beneficiau de drepturile conferite absolvenților instituțiilor de învățământ superior, și stabilea examenele de diferență de la fosta Școală superioară de partid "Ștefan Gheorghiu"  la Academia de științe social-politice "Ștefan Gheorghiu".
Organizarea Academiei pentru învățământ social-politic și perfecționarea cadrelor de conducere „Ștefan Gheorghiu” de pe lângă C.C. al P.C.R. a fost stabilită prin hotărârea Comitetului Executiv al Comitetul Central al P.C.R. din 3 octombrie 1971.
Sediul instituției, pe Bulevardul Iuliu Maniu (fost Bulevardul Armata Poporului) nr. 1-3, a fost finalizat în 1975 și reprezintă prima construcție în stil brutalist din București. 
Instituția a fost redenumită Academia de Studii Social-Politice în 1989. 

## DupăRevoluția din decembrie 1989
Academia de Studii Social-Politice a fost desființată prin Hotărârea de Guvern nr. 55 din 19 ianuarie 1990, care a trecut clădirile și întreaga baza materială în patrimoniul Universității București și a Institutului Politehnic București  și a stabilit constituirea în Universitatea București a facultăților de psihologie și sociologie, de jurnalistică și de înalte studii politice.
Ministerul Învățământului a hotărât de asemenea echivalarea studiilor politice la Academia “Ștefan Gheorghiu” cu cele de la ASE, absolvenții Academiei “Ștefan Gheorghiu” primind diplome de economiști.
În clădirea de pe Bulevardul Iuliu Maniu nr. 1-3 funcționează în prezent Facultatea de Electronică, Telecomunicații și Tehnologia Informației în cadrul Universității Politehnice București.